# Gorodiszcze (sielsowiet nikolnikowski)
Gorodiszcze (ros. Городище) – chutor w zachodniej Rosji, w sielsowiecie nikolnikowskim rejonu rylskiego w obwodzie kurskim.

## Geografia
Miejscowość położona jest nad rzeką Amońka, 1 km od centrum administracyjnego sielsowietu nikolnikowskiego (Makiejewo), 15 km od centrum administracyjnego rejonu (Rylsk), 113 km od Kurska.

## Demografia
W 2010 r. miejscowość zamieszkiwały 2 osoby.